# Dichostereum
Dichostereum là một chi nấm thuộc họ Lachnocladiaceae. Chi có 11 loài phân bố rộng khắp.